# غاشتاين للسيدات
غاشتاين للسيدات هي بطولة كرة مضرب خاصة بالسيدات تقام في وادي غاشتاين النمسا منذ سنة 2007. وهي حدث دولي ضمن رابطة محترفات التنس ومجموع جوائزها 250،000 دولار أمريكي، وتلعب على الملاعب الترابية.

## النهائيات

### الفردي
| السنة | البطل                       | الوصيف                 | النقاط             |
| ----- | --------------------------- | ---------------------- | ------------------ |
| 2007  | فرانسيسكا شيافوني           | ايفون موسبرغر          | 6–1, 6–4           |
| 2008  | بولين بارمنتييه             | لوسي هراديكا           | 6–4, 6–4           |
| 2009  | أندريا بيتكوفيتش            | رالوكا أولارو          | 6–2, 6–3           |
| 2010  | جوليا جورجيس                | تيميا باشينسكي         | 6–1, 6–4           |
| 2011  | ماريا خوسيه مارتينيز سانشيز | باتريسيا ماير أخلايتنر | 6–0, 7–5           |
| 2012  | أليز كورنيه                 | يانينا ويكماير         | 7–5, 7–6(7-1)      |
| 2013  | ايفون موسبرغر               | أندريا هلافسكوفا       | 7–5, 6–2           |
| 2014  | أندريا بيتكوفيتش (2)        | شيلبي روجرز            | 6–3, 6–3           |
| 2015  | سامانثا ستوسور              | كارين كناب             | 3–6, 7–6(7–3), 6–2 |